# Ширин, Сергей Сергеевич
Сергей Сергеевич Ширин (23 июня 1910, Тбилиси — 25 июня 1974, Уфа) — советский учёный, организатор науки и строительства в области нефтедобычи. Один из организаторов института «Башнефтепроект» и его директор с 1957 года. Под его руководством проектировались объекты нефтедобычи, обустраивались нефтяные месторождения Башкортостана.
Заслуженный деятель науки и техники Башкирской АССР, почетный нефтяник отрасли, заслуженный строитель РСФСР.

## Образование
- 1948 — Московский нефтяной институт

## Трудовая деятельность
- 1948—1953 — главный инженер Ишимбайского НПЗ;
- 1953—1957 — главный инженер филиала Ленгипрогаза;
- 1957 — директор института «Башнефтепроект», главный инженер БашНИПИнефти.

## Награды
Награждён орденами Трудового Красного Знамени, «Знак Почета», медалями.